# New Mexico State Route 597
New Mexico State Route 597 (NM 597) ist eine knapp 720 m lange Landstraße auf dem Gebiet der Navajo Nation im San Juan County im US-Bundesstaat New Mexico. Die Landstraße verbindet U.S. Highway 160 (US 160) mit dem Four Corners Monument an der Grenze zu Arizona, Utah und Colorado. Es handelt sich dabei um die zweitkürzeste State Route in diesem Bundesstaat, kürzer ist nur die NM 446, die eine Länge von etwa 400 Metern aufweist.

## Streckenbeschreibung
NM 597 beginnt an einer T-Kreuzung mit der US 160 im äußersten Nordwesten des San Juan Countys. Sie führt durch wüstenhaftes Gebiet in nordwestlicher Richtung zu ihrem Endpunkt an einer Mautstelle. Die zweistreifige Landstraße geht nach der Mautstation in die 4 Corners Road über, die das Four Corners Monument umkreist. Das auf der NM 597 ausgeschilderte Geschwindigkeitslimit beträgt 15 mph (etwa 24 km/h).

## Belege
1. ↑  NM Routes - legal description. (PDF; 262 kB) New Mexico Department of Transportation, abgerufen am 1. Oktober 2012 (englisch).
2. ↑  Four Corners Monument. Navajo Parks & Recreation, archiviert vom Original am 27. April 2009; abgerufen am 28. Juni 2011 (englisch).